# Viola doii
Viola doii är en violväxtart som beskrevs av Takenouchi. Viola doii ingår i släktet violer, och familjen violväxter. Inga underarter finns listade i Catalogue of Life.